# Варваризм
Варвари́зм (устар. барбаризм) — слово из чужого языка или оборот речи, построенный по образцу чужого языка, нарушающий чистоту речи носителя родного языка.
Варваризм относится к наименее освоенному виду заимствованной лексики, может употребляться в транслитерационном или даже в иноязычном написании. Обычно употребляется в стилистических целях для создания «местного колорита» или следуя «требованиям моды».

## Использование
С течением времени иностранное слово или выражение может выйти из обращения и забыться (например, «комильфо́») либо получить хождение в ограниченных сферах (профессионализмы, сленг) — как нынешние «пейджер» или «хакер», либо стать общеупотребимым — как, например, «зонтик», «специальный» или «информация».
При использовании варваризмов в письменной речи возможно сохранение графической формы, взятой из родного языка или графическое оформление по правилам нового языка (в последнем случае длительное время могут сосуществовать равноправные варианты написания, как, например, «риэлтор» и «риелтер»).
В истории того или иного литературного языка могут отмечаться как периоды усиленного его насыщения варваризмами, так и периоды борьбы за «чистоту» родной речи. Первые свидетельствуют об усвоении форм иноязычной культуры теми группами людей, достоянием и орудием которых является литературный язык; вторые — о начале самостоятельного культурного творчества этих групп (например, можно говорить об усиленном насыщении варваризмами речи русского дворянства в первой половине XVIII века и усиленной борьбе с ними — во второй его половине). Чередование этих периодов определяется общей политической ситуацией в стране. Так, один из пиков наполнения русского языка варваризмами пришёлся на время правления Петра I. В глазах царя использование иностранных слов было свидетельством поддержки его реформ и показателем политической благонадёжности. Отказ от употребления лексики иноязычного происхождения восприняли бы как невежество или как откровенный вызов власти. После смерти Петра I и его супруги Екатерины I предпринимались попытки очистить русский язык от варваризмов. Одним из инициаторов этого процесса стал историк В. Н. Татищев, однако реальные изменения в данном направлении стали возможны только после окончания эпохи «бироновщины».
В качестве варваризмов могут восприниматься:
- особенности произношения (Вральман: «Тай фолю этим плеклятым слатеям. Ис такой калафы толголь палфан?» — Фонвизин, «Недоросль»)
- отдельные слова (Иван: «Авуе, не имела ли ты конесансу с каким-нибудь французом?» — Фонвизин, «Бригадир»)
- формы словообразования и синтаксические обороты («В Moscou есть одна барыня, une dame… И она имела une femme de chambre, ещё большой росту» — рассказ Ипполита в «Войне и мире» Льва Толстого).

В качестве художественного приёма варваризмы применяются:
- для достижения комического эффекта: «Но панталоны, фрак, жилет, / Всех этих слов на русском нет» (Пушкин, «Евгений Онегин»); «Как ты мил в венке лавровом, толстопузый претор мой… Мил, когда тебя несут десять ликторов на форум» (А. Майков, «Претор»); «И юноши зрю подбородок пушистый меж листьев аканфа и белых колонн» (Козьма Прутков, «Древний пластический грек»);
- для создания couleur locale (местного колорита);
- в эпохи, когда владение иностранным языком является исключительным достоянием господствующего класса, — для указания на высокое социальное положение действующих лиц: «Die Gräfin spricht wehmütig / Die Liebe ist eine Passion» (Гейне); «Того, что модой самовластной / в высоком лондонском кругу / зовётся vulgar… Не могу… / Люблю я очень это слово /, Но не могу перевести…» (Пушкин, «Евгений Онегин»). Также у Льва Толстого: «Анна Павловна кашляла несколько дней, у ней был грипп, как она говорила (грипп был тогда новое слово, употреблявшееся редко)…» («Война и мир»).

См. также: Список варваризмов в русском языке

## Подвиды варваризмов
- экзотизм/этнографизм[6]